# УПА-Запад
Генеральный военный округ УПА-Запад (укр. УПА-Захід) — структурная единица УПА, охватывавшая территории Галиции, Буковины, Закарпатья и Закерзонья.

## История
Созданию военного округа УПА-Запад предшествовала деятельность другой подпольной украинской националистической организации, также связанной с ОУН-Б — Украинской народной самообороной (УНС), созданной летом 1943 года. Её организацией и дальнейшими переходом в УПА-Запад руководили члены Главного военного штаба УПА: полковник Олекса «Рыцарь» Гасин — на территории Карпат, а на Львовщине и Тернопольщине — полковник Василий «Шелест» Сидор, позднее назначенный командиром УПА-Запад. Непосредственно всю УНС возглавил Александр Луцкий (Беркут).
В дистрикте «Галичина» с 1941 по 1943 год советского коммунистического подполья, как такового, не было. Препятствием организации советского партизанского движения стала быстрая оккупация территории Западной Украины гитлеровцами и их союзниками, что не позволило обкомам партии заблаговременно создать подполье. Главным поводом, который послужил созданию Украинской народной самообороны в Галичине, стал Карпатский рейд сумского партизанского соединения под командованием Сидора Ковпака, который начался с территории Белоруссии 12 июня 1943. Информация о появлении на территории Галиции отрядов советских партизан поступила в Главный Провод ОУН (б) в конце июня 1943. В новых обстоятельствах руководитель Главного Провода Роман Шухевич поручил Александру Луцкому для борьбы с этими отрядами создать на территории Галичины (в Карпатах) вооружённые формирования. Главный Провод ОУН (б) опасался, что советские партизаны на территории дистрикта повлияют на население, которое проявляло недовольство немецкими оккупационными властями, поэтому могло поддержать ковпаковцев. Стремясь контролировать ситуацию на этом поприще, бандеровцы ускорили процесс формирования УНС. Архивные документы ОУН (б) отмечают: «В Галичине УПА не действовала, поскольку не было угрозы со стороны советских партизан, хотя Организация имела глубокие корни и шире вела организационную работу».
Однако отрядам УНС ни разгромить ковпакоцев, ни вытеснить их с территории Галиции на удалось. После нескольких вооружённых столкновений, которые заканчивались, как правило не пользу для националистов, командный состав УНС, ссылаясь на слабую военную подготовку личного состава, в дальнейшем избегал встреч с отрядами Ковпака. Стало ясно, что перед ними серьёзный противник, с которым лучше не вступать в прямой бой (курень «Черных гайдамаков» вообще разбежался). Иногда ковпаковцы старались находить общий язык с командирами УПА и противоборствующим сторонам удавалось расходится без боя.
В декабре 1943 УНС влилась в УПА и была переименована в «УПА-Запад». После вливания УНС в УПА некоторые подразделения меняли свое название, проходили через целый ряд переформирований и реорганизаций, когда на основе крупной сотни одного куреня, предварительно отделенной от него, формировался новый курень, который мог носить название этой сотни (свое имя имели не только курени, но и сотни).
В целом население с энтузиазмом восприняло весть о создании первых бандеровских отрядов в Галиции. При этом резко против создания УНС выступило руководство ОУН Андрея Мельника, призывая «не допустить волынизации Галичины», подразумевая под этим неизбежное усиление нацистского террора против мирного населения. Руководство ОУН-М поддерживало создание и деятельность дивизии СС «Галичина», надеясь, что проигрывающие войну немцы рано или поздно образумятся и позволят создать на её базе полноценную украинскую армию.
В пик своего могущества (весна-осень 1944) УПА-Запад была численностью от 40 до 80 тыс. бойцов и включала в себя следующие военные округа: № 1 «Башта» (командир «Хмара» — Виктор Харкив), № 2 «Буг» (командир «Вороной» — Василь Левкович), № 3 «Лисоня» (командир Осип Беспалко «Остап»), № 4 «Говерла» (командир «Гуцул», затем «Гром» — Микола Твердохлиб), № 5 «Маковка» (командир «Козак»), № 6 «Сан» (командир «Орест» — Мирослав Онышкевич). По другим данным, ВО № 5 «Маковка» в Дрогобыче в конце 1944 г. был присоединен к ВО «Говерла». Вооружение — не только стрелковое оружие, но и миномёты, и артиллерия. В июле 1944 года УПА пополнялась не успевшими уйти с немцами бойцами дивизии СС «Галичина».
Военные округа делились на тактические участки. Например, в ВО «Лисоня» входили участки с номерами с 15-го по 19-й. В их составе имелось 18 сотен, отдельных или входивших в курени «Остапа», «Бондаренко», «Романа» и двух куренных по кличке «Быстрый», из них один был на самом деле П. Хамчуком, а другой, Я. Билинский, подчинялся командиру Южного ВО «Богун» «Энею», и только временно входил в ВО «Лисоня».

В ВО «Говерла» были тактические участки № 20 «Буковина», № 21 «Гуцулыцина», № 22 «Черный Лес», № 23 «Магура», № 24 «Маковка», № 25 «Закарпатье». На этих участках действовали курени «Скубы», «Лесового», «Недобитого», «Кныша», «Прута», «Хмары», «Искры», «Довбуша», «Белого» и др., всего 16 куреней. Украинский историк М. Цымбал считает, что на территории Станиславской области воевало в УПА около 30 тыс. человек.

Через группу «Говерла» командование УПА-Запад оперативно руководило Буковинским куренем. Он возник весной 1944 г. на базе «боевки» мельниковца В. Шумки («Лугового»). В июне 1944 г. этот курень из 60 человек объявил себя «Буковинской самооборонной армией» (БУСА). «Луговой» был вскоре обвинен в связях с немцами и с частью своих людей ушел на запад. Затем часть бойцов БУСА и группа галичан во главе с «Кригой» (О. Додяк) объединились в отряд УПА численностью 200 человек, который и стал называться «Буковинским куренем» УПА, в него вошли сотни «Борисенко», «Боевира», «Криги», «Хмары» и «Ястреба», всего около 600 чел. С ноября 1944 г. им командовал «Перебейнос» (Н. Даниляк).
Именно в Галичине действовала единая подстаршинская школа «Олени» — базовый лагерь подготовки бойовок. Именно здесь находились основные склады оружия и типографии. Именно здесь находился главный штаб УПА.

## Структура
В период наибольшего развития структур УПА состав УПА-Запад был следующим:
- ВО-1 «Башта»[укр.] (Львов)
  - Курени: «Холодноярцы», «Переяславы»
- ВО-2 «Буг»[укр.] (Львовщина)
  - Курени: «Дружинники», «Галайда», «Кочевники», «Переяславы», «Тигры», «Перебейнос»
- ВО-3 «Лисоня»[укр.] (Тернопольщина и Поднестровье)
  - Курени: «Холодноярцы», «Бурлаки», «Лесовики», «Рубачи», «Буйные», «Иголки»
- ВО-4 «Говерла»[укр.] (Гуцульщина и Буковина)
  - Курени: «Буковинский», «Победа», «Гайдамаки», «Гуцульский», «Карпатский»
- ВО-5 «Маковка»[укр.] (Стрыйщина, Дрогобыччина, Самборщина и Турчанщина)
  - Курени: «Львы», «Булава», «Зубры», «Летуны», «Журавли», «Бойки» (им. Хмельницкого), «Бассейн»
- ВО-6 «Сан»[укр.] (Закерзонье)
  - Курени: «Волки», «Месники», «Рена», «Евгена»
- Курени особого назначения:
  - «Сероманцы», «Полтавцы», «Черноморцы»

Планировалось сформировать также ВО-7 «Сучава» и ВО-8 «Срибна», но планы не были реализованы.
В начале 1945 г. после потерь в боях количество военных округов сократилось до четырёх, был ликвидирован округ № 5 «Маковка». Округ «Лисоня» был переименован в «Подолию» (Тернопольская и Каменец-Подольская области). К апрелю 1945 г. в УПА-Запад имелись военные округа № 1, 2, 3, 4 — соответственно Львов, Дрогобычи, Тернополь, Станислав. Львовский округ состоял из куреня «Шугая» (700—800 чел.) и отдельной сотни «Савича», (100—120 чел.). Дрогобычский округ — из куреня «Бойкив» (800—900 чел.), сотен «Бея» (150 чел.) и «Явора» (80-100 чел.). Тернопольский округ — из отрядов «Бондаренко» и «Рена» (в обоих около 2000 чел.), куреней «Ястреба» (около 600 чел.), «Быстрого» (600—700 чел.), «Черного» (400500 чел.). Станиславский — из куреней «Бойко» (600—700 чел.), «Хмары» (500—600 чел.), «Искры» (600—700 чел.), сотен «Ромко» (200—220 чел.), «Довбуша» (180—200 чел.), «Ясеня» (160—180 чел.), «Шрама» (150—160 чел.), «Ясмина» (120—140 чел.). Всего более 10 тыс. бойцов.
После перехода фронтов, во время боёв в Закерзонье в 1946-1947 годах, в ВО «Сан» действовали отделы УПА численностью по 130—180 бойцов:
1. ТВ (Территориальный Видтинок) «Лемко»
Отделы: Бурлаки, Громенко, Хрена (120 человек). Мирона (120 человек), Ласточки, Стаха, Бурого, Дидыка, Бродича, Семена, Крылача, Орского
2. ТВ «Бастион»
Отделы: Хомы, Байды, Чёрного, Осипа, Черника, Нечая, Сруба
3. ТВ «Данилов»
Отделы: «Волки-I», «Волки-II», «Волки-III», «Галайда-II», «Кочевники»

После реорганизации в отделы УПА в районе Карпат и Прикарпатья в 1947-1948 годах действовали такие отделы, как «Авангард», «Бассейн», «Березииский», «Березовский», «Быстрые», «Быстрина», им. Богуна, «Булава», «Всадники», им. Витовского, «Гуцулы», им. Гонты, «Звоны», «Днестр», «Довбуш», «Донского», «Дружинники», «Жубры», «Журавли», «Заграва», «Железные», им. Колодзинского, «Крутые», «Летуны», «Лели», «Надднепрянцы», «Непобедимые», «Опришки», «Рыси», «Сивуля», «Серые», «Серые Волки», «Сироманцы», «Смертоносцы», «Спартак», «Сурма», «Сурмачи», «Трембита», им. Хмельницкого, «Хорты», «Черемош», «Черные Черти», «Чернота», «Черногора».
Таким образом, высшую самостоятельную единицу в ГВО УПА-Запад составлял курень, и лишь в случаях необходимости для проведения определённых действий курени объединялись в оперативную группу.
3 сентября 1949 по приказу Главного командира УПА Романа Шухевича были расформированы последние боевые отделы и штабы армии. Часть расформированной сотни «Бассейн» пошла на Запад. Другие старшины и воины УПА влились в вооруженное подполье.

## Известные бойцы и командиры
- Александр Луцкий — организатор и руководитель УНС (июль 1943 — декабрь 1943), первый командир УПА-Запад (декабрь 1943 — январь 1944).
- Василий Сидор — полковник УПА, второй командир УПА-Запад (январь 1944 — апрель 1949).
- Виктор Харкив — хорунжий УПА, руководитель ВО-1 «Башта».
- Остап Линда — майор УПА, первый руководитель ВО-2 «Буг».
- Василий Левкович — полковник УПА, второй руководитель ВО-2 «Буг».
- Емельян Полевой — полковник УПА, командир ВО-3 «Лисоня».
- Владимир Якубовский — майор УПА, третий командир ВО-3 «Лисоня».
- Иван Бутковский — подполковник УПА, первый командир ВО-4 «Говерла» (1944—1945).
- Николай Твердохлеб — полковник УПА, второй командир ВО-4 «Говерла» (1945—1955).
- Богдан Вильшинский — командир ВО-5 «Маковка», (январь—декабрь 1944).
- Яков Чёрный — хорунжий УПА, командир ВО-6 «Сан» (январь-декабрь 1944).
- Мирослав Онишкевич — полковник УПА, второй командир ВО-6 «Сан» (декабрь 1944—ноябрь 1947).